# Saint-Bonnet-de-Rochefort
Saint-Bonnet-de-Rochefort – miejscowość i gmina we Francji, w regionie Owernia-Rodan-Alpy, w departamencie Allier.

## Nazwa
Nazwa miejscowości pochodzi od imienia św. Boneta.

## Demografia
Według danych na rok 1990 gminę zamieszkiwały 712 osoby, a gęstość zaludnienia wynosiła 44 osoby/km². W styczniu 2015 r. Saint-Bonnet-de-Rochefort zamieszkiwało 657 osób, przy gęstości zaludnienia wynoszącej 40,6 osób/km².